# Harpadon squamosus
Espèce
Statut de conservation UICN

 DD  : Données insuffisantes
 28 Juin 2018 
Harpadon squamosus est une espèce de poissons de la famille des Synodontidae.

## Systématique
L'espèce Harpadon squamosus a été décrite pour la première fois en 1891 par le naturaliste britannique Alfred William Alcock (1859-1933),.

## Distribution
Cette espèce se croise surtout le long des côtes du nord de l'Océan Indien, où elle évolue généralement entre 220 et 550 m de profondeur.

## Description
Harpadon squamosus a une taille variant de 22 à 27 cm pour les femelles contre 19 à 22 cm pour les mâles.

## Étymologie
Harpadon squamosus tire son nom du latin squamosus signifiant écailleux.

## Publication originale
- (en) James Wood-Mason et Alfred William Alcock, « LII.—Natural history notes from H.M. Indian Marine Survey Steamer ‘Investigator,’ Commander R. F. Hoskyn, R.N., commanding.—Series II., No. 1. On the results of deep-sea dredging during the season 1890–91 », Annals and Magazine of Natural History, Londres, vol. 8, no 48,‎ décembre 1891, p. 427–452 (ISSN 0374-5481, OCLC 1481361, DOI 10.1080/00222939109459221).